# Dan Hildebrand
Dan Hildebrand (1962) è un attore britannico.

## Carriera
Hildebrand conta numerose partecipazioni a produzioni cinematografiche e televisive, sia britanniche sia americane, alle quali affianca una prolifica attività teatrale. Ha esordito nel 1988 nel film per la televisione Tumbledown e negli anni novanta ha partecipato in piccoli ruoli a serie come Casualty, SeaQuest - Odissea negli abissi, NYPD - New York Police Department, Lois & Clark - Le nuove avventure di Superman e Mowgli, il libro della giungla. Nel 1994 è nel cast del film televisivo Ray Alexander: A Taste for Justice, mentre nel 2001 in quello di Lei, la creatura. Tra il 2004 e il 2006 interpreta due differenti personaggi ricorrenti nella serie HBO Deadwood: Tim Driscoll nella prima stagione e Shaughnessy nella terza.
Nel 2009 partecipa ad un episodio della quinta stagione di Lost, e l'anno successivo interpreta il personaggio ricorrente di Sean Casey in Sons of Anarchy. Nel 2013 dà il volto allo schiavista Kraznys mo Nakloz nella terza stagione della serie televisiva HBO Il Trono di Spade (Game of Thrones).

## Filmografia

### Cinema
- Wilt: Eva, una bambola e il professore (Wilt), regia di Michael Tuchner (1990)
- Suore in fuga (Nuns on the Run), regia di Jonathan Lynn (1990)
- Il mio primo bacio (My Girl 2), regia di Howard Zieff (1994)
- Playing God, regia di Andy Wilson (1997)
- Clubland, regia di Mary Lambert (1999)
- Fuori in 60 secondi (Gone in Sixty Seconds), regia di Dominic Sena (2000)
- Hotel Splendide, regia di Terence Gross (2000)
- Trust Me, regia di Andrew Kazamia (2007)
- Borderlands, regia di Ben Mallaby (2013)
- Postino Pat - Il film (Postman Pat: The Movie), regia di Mike Disa (2014) – voce
- A Fistful of Karma, regia di Terence Gross (2022)

### Televisione
- Tumbledown – film TV (1988)
- Metropolitan Police (The Bill) – serie TV, 1 episodio (1989)
- Poirot (Agatha Christie's Poirot) – serie TV, 1 episodio (1989)
- Casualty – serie TV, 1 episodio (1990)
- Soldier Soldier – serie TV, 2 episodi (1991)
- Key West – serie TV, 1 episodio (1993)
- Murphy Brown – serie TV, 1 episodio (1993)
- SeaQuest - Odissea negli abissi (SeaQuest) – serie TV, 2 episodi (1993)
- Acapulco H.E.A.T. – serie TV, 1 episodio (1994)
- Ray Alexander: A Taste for Justice – film TV (1994)
- Vicini troppo vicini (Next Door) – film TV (1994)
- Charlie Grace – serie TV, 1 episodio (1995)
- NYPD - New York Police Department (NYPD Blue) – serie TV, 1 episodio (1996)
- Lois & Clark - Le nuove avventure di Superman (Lois & Clark: The New Adventures of Superman) – serie TV, 2 episodi (1996)
- Mowgli, il libro della giungla (Mowgli: The New Adventures of the Jungle Book) – serie TV, 1 episodio (1998)
- Lei, la creatura (Mermaid Chronicles Part 1: She Creature) – film TV (2001)
- Leap of Faith – serie TV, 1 episodio (2002)
- Deadwood – serie TV, 6 episodi (2004-2006)
- Lost – serie TV, 1 episodio (2009)
- Sons of Anarchy – serie TV, 7 episodi (2010)
- Il Trono di Spade (Game of Thrones) – serie TV, stagione 3, 3 episodi (2013)
- Longmire – serie TV, 1 episodio (2013)
- Rectify – serie TV, 2 episodi (2014)
- Bones – serie TV, 1 episodio (2015)
- Scream Queens – serie TV, 1 episodio (2015)
- NCIS - Unità anticrimine (NCIS) – serie TV, 1 episodio (2016)
- Still Star-Crossed – serie TV, 7 episodi (2017)
- I'm Poppy – webserie (2018)

## Doppiatori italiani
Nelle versioni in italiano delle opere in cui ha recitato, Dan Hillenbrand è stato doppiato da:
- Fabrizio Russotto in Sons of Anarchy
- Andrea Lavagnino in NCIS - Unità anticrimine